# John Murphy (football)
Pour les articles homonymes, voir John Murphy.
John Murphy (né en 1872 à Nottingham dans le Nottinghamshire et mort en 1924) est un joueur de football anglais qui évoluait au poste d'attaquant et de milieu de terrain.

## Palmarès
Notts County
- Championnat d'Angleterre D2 (1) :
  - Champion : 1896-97.
  - Meilleur buteur : 1896-97 (22 buts).